# 哈德拉毛精锐部队
哈德拉毛精锐部队（阿拉伯语：‎，羅馬化：quwwā an-nukhba al-Ḥaḍramiyya）是也门的一个武装组织，成立于2016年。该组织得到阿联酋和沙特阿拉伯的支持。
该组织由在也门内战中支持也门流亡政府的哈德拉毛部落士兵以及从哈德拉毛的内陆地区（瓦迪）和沿海地区招募的新兵组成。其特殊之处在于仅由哈德拉毛地区的人员组成，来自其他地区的也门人不得加入。名义上隶属也门流亡政府设置的负责沿海地区的第2军区。阿联酋的安全官员负责训练其成员。该组织配备的坦克、武器和后勤物资大部分由沙特阿拉伯提供。
2023年，该组织拥有7000名士兵。该组织寻求哈德拉毛地区更高程度的自治，并与南方过渡委员会保持密切联系。
该组织已经从阿拉伯半岛基地组织手中夺得哈德拉毛省首府穆卡拉的控制权，并继续向沿海地区的多个区扩展。